# Мусіївка (Нікопольський район)
Мусі́ївка — село в Україні, у Нікопольському районі Дніпропетровської області. Входить до складу Червоногригорівської селищної громади. Населення — 513 мешканців (2025 рік).

## Географія
Село Мусіївка знаходиться на правому березі Каховського водосховища, вище за течією на відстані 1 км розташовані місто Нікополь і село Кам'янське, нижче за течією на відстані 2 км розташований селище Червоногригорівка. Примикає до села Придніпровське. Поруч проходить залізниця, станція Платформа 105 км.

## Історія
- В 1905 році на березі річки Чирва оселився селянин на прізвисько Мусій.
- До 2017 рок орган місцевого самоврядування — Придніпровська сільська рада.

## Населення

### Мова
Розподіл населення за рідною мовою за даними перепису 2001 року:
| Мова       | Кількість | Відсоток |
| ---------- | --------- | -------- |
| українська | 520       | 85.67%   |
| російська  | 84        | 13.84%   |
| білоруська | 3         | 0.49%    |
| Усього     | 607       | 100%     |

## Економіка
- ТОВ «Бригантина».